# Classe La Galissonnière (cuirassé)
Cet article concerne la classe de cuirassés du XIXe siècle. Pour les autres classes La Galissonnière, voir classe La Galissonnière.
La classe La Galissonnière est une classe de trois cuirassés de type à batterie centrale et barbettes qui servirent dans la marine française de 1872 à 1903.

## Conception
Ils sont considérés comme des corvettes-cuirassés et servirent comme cuirassés de 2e classe.
Ils bénéficiaient encore de la double propulsion voile-vapeur.

## Les unités de la classe
| Nom              | Chantier naval       | Mise en chantier | Lancement        | Armement         | Fin              | Photo |
| ---------------- | -------------------- | ---------------- | ---------------- | ---------------- | ---------------- | ----- |
| La Galissonnière | Arsenal de Brest     | 22 juin 1868     | 7 mai 1872       | 1er janvier 1874 | 1er janvier 1894 |       |
| Triomphante      | Arsenal de Rochefort | 5 août 1869      | 28 mars 1877     | 1er janvier 1879 | 1er janvier 1903 |       |
| Victorieuse      | Arsenal de Toulon    | 5 août 1869      | 18 novembre 1875 | 1er janvier 1877 | 1er janvier 1900 |       |

## Histoire
La Galissonnière
La corvette-cuirassé commença sa carrière par un tour du monde du 5 novembre 1874 au 19 mars 1877. La Galissonnière sur le navire-amiral de l'escadre du Pacifique en 1876.
De 1878 à 1880, elle fut transférée dans la division navale des Antilles, puis de 1881 à 1882 dans la division du Levant. Elle participa à la prise de Sfax en juillet 1881.
En 1883, elle rejoignit la division navale de Chine.
Elle finit sa carrière au port de Diégo Suarez, de retour du Japon et rentra en France en 1886. Elle fut désarmée le 24 décembre 1894  à Cherbourg. Rayé des listes, elle fut démolie en 1894.
Triomphante
Elle suit la même trajectoire de début de carrière que La Galissonnière. En 1885, elle participe à la campagne des îles Pescadores, puis reste en mer du Japon. Elle participe au blocus du Siam en 1893.
En 1896 elle est rayée des listes et elle est démolie à Saïgon en 1903.
Victorieuse
Elle sert dans le Pacifique puis en Chine. En 1884, Elle rejoint la division navale du Levant.
Condamnée en 1897, elle est renommée Sémiramis à Landévennec. Elle est démolie en 1904.